# Lattie Moore
Lattie Harrison Moore (* 17. Oktober 1924 in Scottsville, Kentucky; † 13. Juni 2010) war ein US-amerikanischer Country- und Rockabilly-Musiker. Sein bekanntestes Stück ist Juke Box Johnnie.

## Leben

### Kindheit und Jugend
Lattie Moore wurde als Sohn des Tabak-Farmers Homer Moore geboren, der ebenfalls in der örtlichen Kirche als Prediger tätig war. Beeinflusst von der Grand Ole Opry lernte Moore Gitarre zu spielen. Nach dem Abschluss der Schule erhielt Moore eine Anstellung als Vorführer im Kino. Dort konnte er sich oftmals seine großen Vorbilder ansehen, die „Singing Cowboys“. 1944 zog Moore nach Indianapolis, wurde kurz danach jedoch zur US Navy einberufen.

### Karriere
Nach seiner Entlassung versuchte Moore sich als Musiker. Er spielte abends in Bars und bekam auf dem lokalen Radiosender WISH eine eigene Show. 1951 spielte Moore bei dem kleinen Arrow-Label erste Aufnahmen ein. Danach reiste er nach Nashville, Tennessee, in der Hoffnung, einen Vertrag bei Bullet Records zu bekommen. Bullet lehnte dies jedoch ab und schickte Moore zu den kleineren Speed Records, bei denen er 1952 seinen Juke Joint Johnnie einspielte. Der Song war ein klassischer Country-Boogie-Titel, einer frühen Form des Rockabilly, die den Honky Tonk der 1940er-Jahre mit Boogie-Woogie-Elementen verband. Die Platte zog die Aufmerksamkeit Syd Nathans an, der bei King Records in Cincinnati, Ohio, arbeitete. King kaufte Moore aus seinem Vertrag heraus und organisierte 1954 eine erste Aufnahme-Session, aus der unter anderem der Titel Pull Down the Blinds entstand. Moores Songs handelten oftmals von Bars und Kneipen sowie dem Hang zum Alkohol. Es fand eine weitere Session statt; insgesamt nahm Moore für King über ein Dutzend Titel auf. Gleichzeitig war Moore Mitglied des Brown County Jamborees, das in Indiana beheimatet war.
1956 spielte Moore eine Version von Juke Joint Johnnie ein, nannte sie nun aber dem Rockabilly-Stil angepasst Juke Box Johnnie. 1958 wechselte Moore zu Starday, bei denen er unter anderem eine von zahlreichen Cover-Versionen des Stücks Too Hot to Handle aufnahm. 1959 wechselte Moore auf Initiative von Webb Pierce wieder zu King, bei denen er bis 1963 blieb. Danach war er bei Derbytown und WPL Records unter Vertrag, stellte seine Karriere dann jedoch zurück. Er zog zurück nach Scottsville, wo er bis zu seiner Pensionierung als Gerichtsvollzieher arbeitete. Nur noch gelegentlich wurde er wieder aktiv, so 1971 für ein Album bei Derbytown Records. Seit 1986 hatte Moore mit gesundheitlichen Problemen zu kämpfen, die er jedoch überwand.

## Tod
Lattie Moore starb am 13. Juni 2010 im Alter von 85 Jahren.

## Diskographie

### Singles
| Jahr | Titel                                                           | Plattenfirma    |
| ---- | --------------------------------------------------------------- | --------------- |
| 1951 | Married Troubles / It’s Good Enough for You                     | Arrow Records   |
| 1952 | Juke Joint Johnnie / It’s Good Enough for You                   | Speed Records   |
| 1954 | Pull Down the Blinds / What Am I Supposed to Do                 | King Records    |
| 1956 | Jukebox Johnnie / Pretty Woman Blues                            | Arc Records     |
| 1958 | Why Did You Lie to Me / You Never Looked Sweeter                | Starday Records |
| 1959 | Too Hot to Handle / Just A-Waitin’                              | Starday Records |
| 1960 | Mine Again / Cajun Doll                                         | King Records    |
| 1960 | Driving Nails / Drunk Again                                     | King Records    |
| 1961 | If the Good Lord’s Willing / Sundown and Sorrow                 | King Records    |
| 1961 | Heaven All Around Me / I Told You So                            | King Records    |
| 1961 | Just About Then / Out of Control                                | King Records    |
| 1961 | Lonesome Man Blues / Honky Tonk Heaven                          | King Records    |
| 1962 | Skinnie Minnie Shimmy / You Got Me Woundering                   | Olympic Records |
| 1963 | Out of Control / Jut About Then                                 | King Records    |
| 1963 | Honky Tonk Heaven / Lonesome Man Blues                          | King Records    |
| 1971 | Old Ex Husbands / Best Year of Your Life (mit den Three Sounds) | WPL Records     |

### LPs
- 1960: Best of Lattie Moore
- 1962: Country Side
- 1971: You Can't Make Hay Pickin' Cotton
- 1990: The Juke Box Johnnie (UK)
- 2000: I'm Not Broke But I'm Badly Bent: The Best of the King-Starday Recordings 1953 - 63